# Elm Bluff
Elm Bluff, también conocido como Centreport, Shepardsville y Shepardville, es una comunidad no incorporada en el condado de Dallas, Alabama, Estados Unidos. La comunidad fue nombrada así por un acantilado cercano en el río Alabama y la plantación Elm Bluff estrechamente asociada.